# پوستا فیبرنو
پوستا فیبرنو (به ایتالیایی: Posta Fibreno) یک کومونه در ایتالیا است که در استان فروزینونه واقع شده‌است.

## خصوصیات
پوستا فیبرنو ۹٫۱ کیلومترمربع مساحت و ۱٬۲۴۸ نفر جمعیت دارد و ۴۳۰ متر بالاتر از سطح دریا واقع شده‌است.